# Aurore Gaillet
Aurore Gaillet (* 1981 in Mulhouse) ist eine französische Rechtswissenschaftlerin und Professorin für Öffentliches Recht an der Université Toulouse I Capitole.

## Leben
Aurore Gaillet studierte Politik- und Rechtswissenschaften am Institut d’études politiques de Strasbourg, an der Freien Universität Berlin (Otto-Suhr-Institut für Politikwissenschaften) und an der heutigen Université de Strasbourg. Anschließend nahm sie ein Promotionsstudium bei Olivier Jouanjan und Thomas Würtenberger in Straßburg und Freiburg (cotutelle) auf. Ein Forschungsaufenthalt führte sie als Stipendiatin an das heutige Max-Planck-Institut für Rechtsgeschichte und Rechtstheorie in Frankfurt (2008/2009). 2010 wurde sie mit einer mehrfach ausgezeichneten Arbeit über die Rechtsbehelfe des öffentlichen Rechts im Deutschland des 19. Jahrhunderts promoviert. Im Anschluss wurde sie als Maître de conférences an der heutigen Université de Strasbourg berufen. 2014 qualifizierte sie sich im nationalen Concours d’agrégation de droit public und wurde zur Professorin für Öffentliches Recht an der Université Toulouse I Capitole ernannt.
2018 wurde sie mit ihrem Forschungsvorhaben zu den Anfangsjahren des Bundesverfassungsgerichts für fünf Jahre als Junior-Mitglied des Institut Universitaire de France (IUF) ausgewählt. Aus diesem Forschungsstipendium ging ihr 2021 erschienenes Buch La Cour constitutionnelle fédérale allemande. Reconstruire une démocratie par le droit (1945–1961) hervor. Für dieses Buch wurde sie mit dem Prix 2022 de la Fondation Édouard Bonnefous – Institut de France ausgezeichnet.
2022 wurde sie als Mitglied in die Vereinigung der Deutschen Staatsrechtslehrer aufgenommen. Seit 2018 ist sie Mitglied der Vereinigung für Verfassungsgeschichte.
Ihre Forschungsschwerpunkte liegen im deutschen und französischen Verfassungsrecht, in der Rechtsvergleichung im öffentlichen Recht und der Verfassungsgeschichte. Sie hat die 2014 erschienene Einführung Michael Stolleis’ zu seiner Geschichte des öffentlichen Rechts in Deutschland in die französische Sprache übersetzt.
Gastprofessuren führten sie an die Universität Greifswald, die Université de Laval und die Universität Zürich. Sie lehrt regelmäßig auch an deutschen Universitäten (Münster, Passau, Osnabrück, Freiburg).

## Veröffentlichungen (Auswahl)
- Französische Sichtweisen auf das Bundesverfassungsgericht. In: Archiv des öffentlichen Rechts 149, 2023, S. 123–191.
- La Cour constitutionnelle fédérale allemande. Reconstruire une démocratie par le droit (1945–1961), Paris, La Mémoire du Droit, 2021.
- Der Conseil d’État und sein Einfluss auf die Verwaltungsgerichtsbarkeit in Europa – Historische Betrachtung und Ausblick (§ 142). In: A. v. Bogdandy, P. M. Huber, L. Marcusson (Hrsg.): Ius Publicum Europaeum, Heidelberg, C. F. Müller, Bd. 11, 2021, S. 69–129.
- Michael Stolleis: Öffentliches Recht in Deutschland. Eine Einführung in seiner Geschichte (16.–21. Jahrhundert), München, Beck, 2014, Übersetzung ins Französische: Introduction à l’histoire du droit public en Allemagne, Paris, Les Classiques de Garnier, coll. Histoire du droit, 2018.
- Der Einzelne gegen den Staat. Eine Geschichte der Rechtsbehelfe des öffentlichen Rechts im Deutschland des 19. Jahrhunderts. In: Zeitschrift der Savigny-Stiftung für Rechtsgeschichte. Germanistische Abteilung, 2012, S. 109–149.
- L’individu contre l’État. Essai sur l’évolution des recours de droit public dans l’Allemagne du xixe siècle, Paris, Dalloz (= Nouvelle Bibliothèque des thèses, vol. 117), 2012 (Rezensionen von N. Foulquier, in: RFDA, 2012, S. 843 f.; M. Stolleis, in: DÖV 2013, S. 476 f.).
- mit Th. Hochmann, N. Marsch, Y. Vilain, M. Wendel (Hrsg.): Droits constitutionnels français et allemand. Une perspective comparée, Paris, L.G.D.J., coll. Manuel, 2019; s. auch die deutsche Version N. Marsch, Y. Vilain, M. Wendel (Hrsg.): Französisches und Deutsches Verfassungsrecht. Ein Rechtsvergleich, Berlin, Heidelberg, Springer, 2015 (Co-Autoren: A. Gaillet, Th. Hochmann).